# 하키정
하키정(杷木町)은 후쿠오카현 중남부에 위치했던 정으로 아사쿠라군에 속했다. 
2006년 3월 20일, 인접했던 아마기시, 아사쿠라정과 대등합병해 아사쿠라시가 되었다.

## 역사
- 1889년 4월 1일 - 정촌제 시행에 수반해 조게군 하키촌이 성립하였다.
- 1939년 4월 17일 - 하키촌이 정으로 승격해 하키정이 되었다.
- 1951년 4월 1일 - 하키정·마쓰스에촌·구구미야촌·시와촌이 합병해 하키정이 되었다.
- 2006년 3월 20일 - 아마기시, 아사쿠라정과 합병해, 아사쿠라시가 되어 소멸하였다.

## 교통

### 버스
- 니시테쓰 버스 지쿠호

### 도로
- 국도 322호선